# Belägringen av Wismar (1675)
Belägringen av Wismar är en av de första striderna mellan danskar och svenskar under det Skånska kriget. Erövringen av Wismar var viktig eftersom i linje med den strategi som presenterades av kurfursten av Brandenburg under sommaren, skulle de svenska styrkorna på 12 000 man drivas bort till sina befästa städer och fästningar i Pommern, Wismar och Bremen-Verden så att ingen fälthär kunde bildas på nytt. Därmed var ryggen fri för danskarna att invadera Skåne nästkommande år.